# Онсе Мунисипаль
«Онсе Мунисипаль» — сальвадорский футбольный клуб из города Ауачапан, в настоящий момент выступает в Премере Сальвадора, сильнейшем дивизионе Сальвадора. Клуб основан в 1946 году, домашние матчи проводит на арене «Симеон Маганья», вмещающей 5 000 зрителей. «Онсе Мунисипаль» является победителем первого в истории регулярного чемпионата Сальвадора в сезоне 1948/49. После завоевания звания чемпиона, долгие команда испытывала финансовые проблемы, из-за которых периодически исключалась из чемпионата и переводилась в низшие лиги. Обрести былую силу клуб смог лишь в 70-х годах, после постройки нового стадиона, и хотя «Онсе Мунисипаль» не удалось вновь стать чемпионом, клуб стабильно выступал в высшем дивизионе и неоднократно завершал сезон в верхней части турнирной таблицы. В 1980 году клуб вновь вылетел из высшего дивизиона и смог вернуться в него лишь в середине 90-х годов. В начале 20-го века результаты «Онсе Мунисипаль» вновь были очень нестабильны, в 2006 году клуб второй раз в своей истории стал чемпионом Сальвадора, а на следующий год победил в Кубке Сальвадора, но уже в 2008 году вновь покинул высший дивизион, а через два года вновь в него вернулся.

## Достижения
- Чемпионат Сальвадора по футболу: 
  - Чемпион (2): 1948/49, Ап. 2006.
- Кубок Сальвадора по футболу: 
  - Обладатель (1): 2006/07.